# Волгін Василь Сергійович
Василь Сергійович Волгін (1904 — ?) — радянський діяч, секретар Комі обласного комітету ВКП(б), Полтавського та Сумського обласних комітетів КП(б)У, директор Нижньотагільського педагогічного інституту. Кандидат історичних наук.

## Життєпис
Член ВКП(б) з 1927 року.
Освіта вища. Перебував на відповідальній партійній роботі.
У 1938 році обраний до складу організаційного бюро Спілки радянських письменників Комі АРСР.
На 1940—1941 роки — секретар Комі обласного комітету ВКП(б) з пропаганди.
З 1941 року — на політичній роботі в Червоній армії, учасник німецько-радянської війни.
У червні 1944 — 28 листопада 1950 року — секретар Полтавського обласного комітету КП(б)У з пропаганди та агітації.
З 1950 року — на навчанні у Вищій партійній школі.
У вересні 1952 — жовтні 1954 (оф. січні 1955) року — секретар Сумського обласного комітету КПУ з питань пропаганди.
У грудні 1954 — після 1956 року — директор Нижньотагільського педагогічного інституту Свердловської області.
Подальша доля невідома.

## Звання
- молодший лейтенант

## Нагороди
- орден Трудового Червоного Прапора (23.01.1948)
- ордени
- медалі